# Corbin Fisher
Corbin Fisher是美國的一家男同性戀色情片公司，位於內華達州拉斯維加。該公司的主要影片均在網站發布，旗下擁有多個子網站。該公司和斯洛伐克的Bel Ami公司有合作關係。

## 外部連結
- 官方网站
- AVN Industry Directory - CorbinFisher, Adult Video News
- Corbin Fisher ACM Review（页面存档备份，存于）, BananaGuide